# ミ＝ゴ

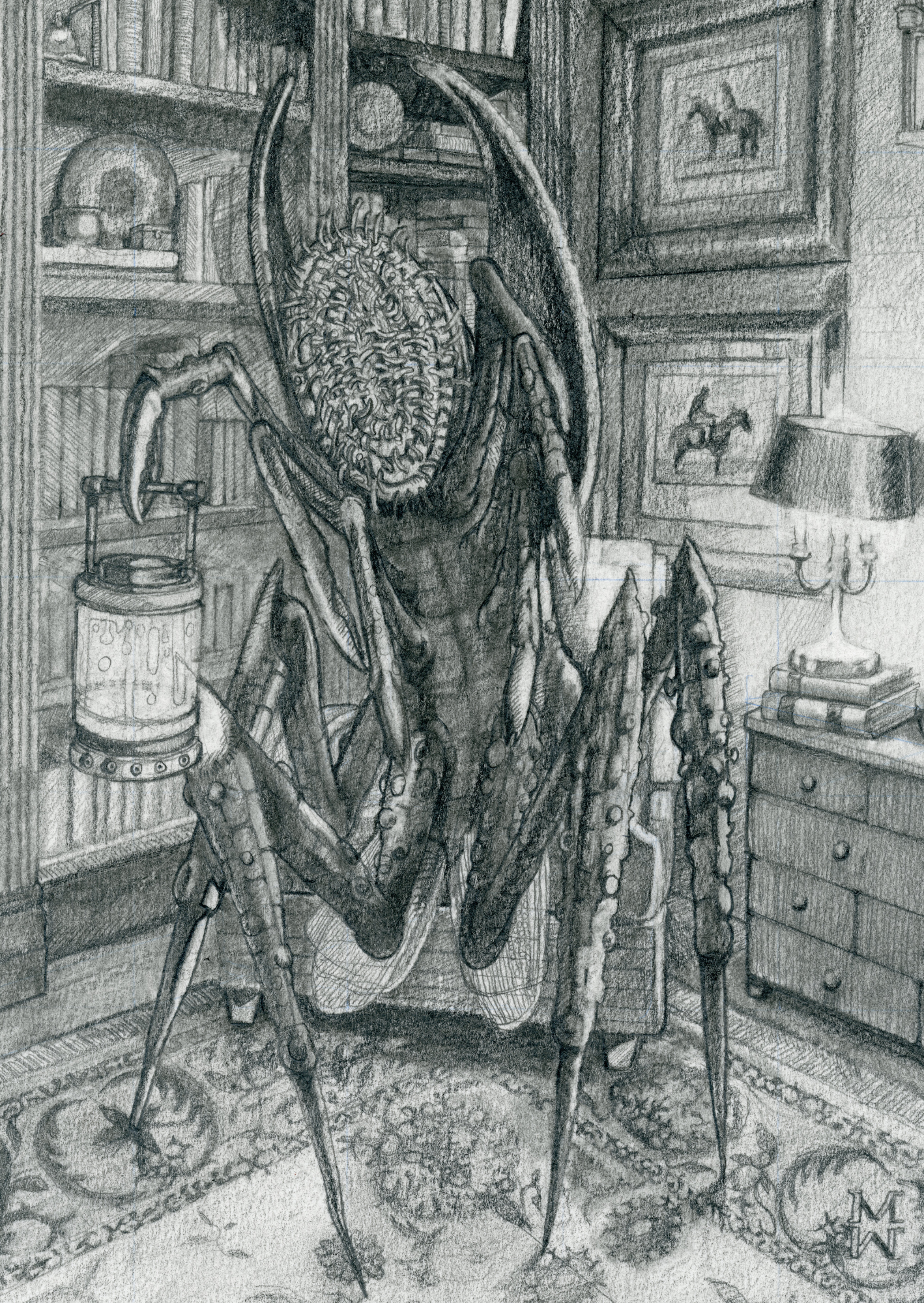
ユゴス星の菌類生物：闇に囁くもの

ミ=ゴ（Mi-go）とはクトゥルフ神話作品に登場する地球外生命体である。ユゴスよりのものまたはユゴスよりの菌類（Fungi from Yuggoth）とも呼ばれる。
初出は、ハワード・フィリップス・ラヴクラフトの小説『闇に囁くもの（執筆1930年2〜9月、発表1931年8月）』。クトゥルフ神話内では主に「ユゴス物語」に登場する。

## 概要
宇宙人（エイリアン）の一種。地球の生物でたとえるなら、容姿は甲殻類風、性質は菌類風。暗黒星ユゴスから地球を訪れる。
初出作品では忌まわしき雪男（Abominable Snow-Men）、「ユゴスよりのもの（Fungi from Yuggoth）」と呼ばれていた。後発作品の『狂気の山脈にて（執筆1931年2月～3月、発表1936年2月）』でも言及がある。
名前の由来はヒマラヤの雪男＝シェルパ族の言語で「イエティ」の、ブータン語「ミゲー」から。イエティを英訳すると「Abominable Snow-Men」になる。ラヴクラフトは、イエティの正体をこの種族とした。転じて、ミ＝ゴがこの種族を指す固有名詞になっている。
ラヴクラフト代作の『永劫より』にはユゴス星人への言及があり、ムー大陸のヤディス＝ゴー山頂に城塞を築いたと『無名祭祀書』に仮託して述べられている。「ユゴス星人」がミ＝ゴを指すのかは定かでないが、たとえばダニエル・ハームズは『エンサイクロペディア・クトゥルフ』のガタノトーアの項で「ユゴスの菌類が置き去りにしていった」と記述し、両者を同一視している。
神話生物の例によって名称が安定しておらず、2020年代の森瀬繚は原典の記述に回帰して「外側のもの」（Outside Thing、Outsider、Outside Beings）という名称を再提唱している。単にミ＝ゴといえば雪男（ヒマラヤ種）である。

## 生物的特徴
身体組織は菌類に近い。写真に写らず、死体は数時間で分解して消える。有翼種と無翼種がいることが知られている。

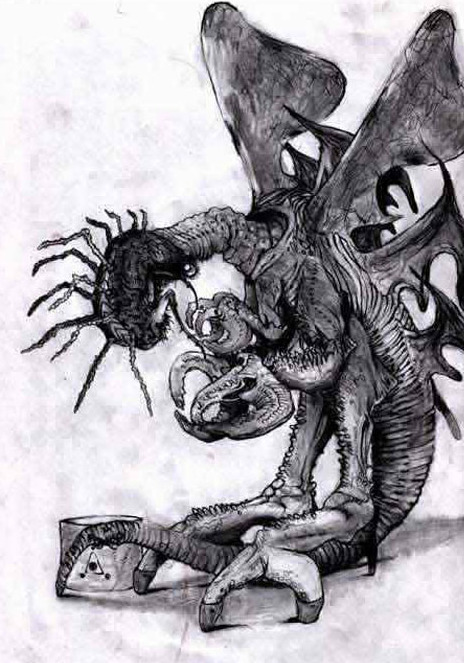
バーモント州で目撃された有翼甲殻種

有翼種は体長は5フィート（約1.5m）ほどで、背中には一対の蝙蝠のような翼を持ち、薄桃色の甲殻類のような姿をしている。渦巻き状の楕円形の頭にはアンテナのような突起物が幾つか生えている。鉤爪のついた手足を多数持ち、全ての足を使って歩行することも、一対の足のみで直立歩行することも出来る。
エーテルをはじく翼で宇宙空間を生身で飛行する。一種の冬眠状態になって生命活動を中断できる。暗黒世界の出身であるために光を苦手としている。仲間同士では、頭部を変色させたり、ブザー音のような鳴き声かテレパシーで意思の疎通を行うが人間の発声も可能である。『闇に囁くもの』では彼らの鳴き声が録音されている。
無翼種は大型類人猿のような姿で、ヒマラヤの雪男として目撃される。さらに無翼甲殻種もいる。

## 活動
本拠地は遥か彼方の外宇宙あるいは異次元にある。太陽系では未知の惑星ユゴス（冥王星あるいは、別の惑星）を前哨拠点としている。人間や鉱物資源を採取するために度々地球を訪れている。初めて地球を訪れたのは人類誕生以前ジュラ紀のことで、先住種族である古のものとの戦いに勝利し、北半球を占領している。現在の地球上では、南北アメリカ大陸やヒマラヤ、ネパールなどで活動している。
姿を隠し人間と距離を置いているが、それでも幾つかの目撃例がある。ヒマラヤの雪男の正体はミ＝ゴだともいわれている。また1927年11月3日のアメリカ合衆国バーモント州の大洪水の際には、氾濫する河川の中に奇妙な生物の死骸が浮かんでいるのが目撃されている。近代以前からバーモント種はしばしば人間に目撃されてきたが、欧州伝承同様の矮人と解釈されたり（白人開拓者）、悪魔の使い魔と解釈されたり（ピューリタン）、星から来た生物と解釈されたりしている（インディアン）。ペナクック族によれば、大熊座の方角から彼らがやって来て山から鉱物を採取していったという。
人間に手出しないのは単に採掘作業を優先しているからであり、必要以上に自分達に近づくものに容赦しない。しかし時には信頼できる人間を仲間に引き入れることもある。
月にもコロニーがあり、彼らと協力関係にある人間たちが地下都市で生活している。ここにはシュブ＝ニグラスの祭壇がある。

## 宗教
さまざまな邪神を崇拝する。作者・作品によってバラバラで、定説がない。
『闇に囁くもの』では、ナイアーラトテップとシュブ＝ニグラスを信仰している描写がある。『銀の鍵の門を越えて』ではヨグ＝ソトースを「彼方のもの」と呼び讃える。カーターはハスターの奉仕種族とした。
ナイアーラトテップの神体である宝玉「輝くトラペゾヘドロン」をユゴス星から地球に持ち込んだのは彼らとも言われる。

## 社会・科学技術
科学や医学が非常に発達しており、外科手術は頻繁に行われる。通常、テレパシーを使用するため発声器官はあまり発達していないが、他の種族との会話に対応するための手術も存在する。また生きたまま人間の脳を摘出し、特殊な円筒に入れて持ち運ぶということも行う。この時、体は処理が施され、脳が戻るまで老化することもなく生き続ける。円筒を専用の装置に接続すれば、人工的に視覚・聴覚を再現し、会話も可能である。ミ＝ゴはこの円筒を自らの最も気に入った個体、あるいは最も軽蔑する相手に対して使用されるとされている。
邪神の崇拝、身体改造を忌避しない点に代表される精神構造が人間と相容れない思想面であるとされている。このため利己的で人間と敵対的な種族として扱われる。
一方、『アーカムそして星の世界へ』では、『ダンウィッチの怪』の裏側でヨグ＝ソトースを召喚しようと目論んだウェイトリー兄弟の野望に対する知恵を人類側に提供する、死の間際の若い紳士から脳髄を抜き取って宇宙旅行に送り出すなど、ある程度の一線と利害の一致さえあれば人類側に一定の恩恵をもたらす存在としても扱われている。

## デルタグリーン
TRPG『デルタグリーン』では科学者、兵士、労働者の3つの階級社会に分かれていると設定された。個体としてはヌガー＝クトゥン（N'gha-Kthun）という指揮官が存在するらしい。基本的に彼らは、5対の手足を持ち、科学者は最初の1対を手として使用する。兵士は必要に応じて翼などを増やすとされる。逆に労働者は翼や手足を減らす外科手術を受ける。
現在、アメリカ合衆国は、リトルグレイと密約を交わし、人類の拉致などを容認する見返りとして様々な技術提供を受けているが、このリトルグレイはミ＝ゴが対人インターフェースとして創りだしたロボットであるとされている。

## 登場作品
- 闇に囁くもの（ハワード・フィリップス・ラヴクラフト）
- アーカムそして星の世界へ（フリッツ・ライバー）
- 墳墓に棲みつくもの（リン・カーター）
- 暗黒星の陥穽（ラムジー・キャンベル）
- エンサイクロペディア・クトゥルフ（英語版）ダニエル・ハームズ、初版1994、第2版1998邦訳有、第3版2008未訳）
- 邪神帝国、弧の増殖（朝松健）